# 分列式進行曲 (中華民國)
《分列式進行曲》是中華民國國軍的軍樂。1955年由駐台美軍軍官艾理生在政工幹校擔任音樂顧問時，改編自日耳曼進行曲的一首軍樂，其後演變為在台灣各級學校或國軍各級部隊在大型典禮時學生進場時所使用的音樂。
本曲除有一般演奏版、行進版，還有較慢的正步版於閱兵時使用，而較快的小快步是政戰學校女兵專用。演唱版因為早期台灣各地缺乏軍樂隊可以伴奏，故產生以演唱方式替代。

## 背景
1929年時，南京陸軍官校閱兵已用類似進行曲，當年閱兵的音樂與現在中華民國閱兵的軍樂一樣是分列式進行曲。事實上這首改編自German March-日耳曼進行曲，早在民國初期中華民國軍隊繼承了清末新軍普魯士風格而使用，相傳起源是袁世凱小站練兵時所用的軍樂，搭配新軍的正步演練，現已不可考究。也有說法是本曲是來自中華民國大陸時期中德合作下的產物，採用德式軍樂來閱兵。但無可否認的是從清朝的德式新軍或民國國軍，本曲沿用至今已超過百年。1955年，艾里生擔任政工幹校音樂顧問時，為國軍的分列式進行曲重新將其與日耳曼進行曲曲調進行融合改編此曲，其後演變為現今受閱部隊列隊從檢閱台前通過所使用的音樂。

## 歌詞
| “ | 中華的兒女們 莫沉迷快覺醒 莊敬自強 處變不驚 自己命運自己決定 自己國家自己復興 靠人打仗必定失敗 靠天吃飯決難生存 中華兒女炎黃子孫 精誠團結萬眾一心 風雲變色益堅鎮定 驚濤駭浪更生信心 我們不做反共鬥士 必將淪為海上難民 中華兒女快奮起 救國救民人人有責任 快向前進(同胞們快向前進) 快向前進(快團結奮勇前進) 換來新天地(快快向前進) 軌跡過去是壯景 黑暗過去是光明 全民齊共協心合力 反共復國定功成 軌跡過去是壯景 黑暗過去是光明 全民齊共協心合力 反共復國定功成 | ” |